# Teorema de Heine-Cantor
En matemàtiques, el teorema de Heine-Cantor, anomenat així per deure's a Eduard Heine i Georg Cantor, estableix que, si {\displaystyle f:M\rightarrow N} és una funció contínua entre dos espais mètrics i {\displaystyle M} és compacte, llavors {\displaystyle f} és uniformement contínua.

## Demostració
La continuïtat uniforme d'una funció s'expressa com:
{\displaystyle \forall \varepsilon >0,\ \exists \delta >0\ \forall x,y\in M\ |\left(d_{M}(x,y)<\delta \Rightarrow d_{N}(f(x),f(y))<\varepsilon \right),}
on {\displaystyle d_{M}}i {\displaystyle d_{N}} són les funcions distància als espais mètrics {\displaystyle M} i {\displaystyle N}, respectivament. Si ara assumim que {\displaystyle f} és contínua a l'espai mètric compacte {\displaystyle M} però no uniformement contínua, la negació de la continuïtat uniforme de {\displaystyle f} s'escriu com:
{\displaystyle \exists \varepsilon _{0}>0\ \forall \delta >0\ \exists x,y\in M\ |\ {\big (}d_{M}(x,y)<\delta \wedge d_{N}(f(x),f(y))\geq \varepsilon _{0}{\big )}.}
Triant {\displaystyle \varepsilon _{0}}, per a tot {\displaystyle \delta } positiu tenim dos punts {\displaystyle x} i {\displaystyle y} de {\displaystyle M} amb les propietats a dalt descrites.
Si triem {\displaystyle \delta ={\frac {1}{n}}} per a {\displaystyle n=1,2,3,...} obtenim dues successions {\displaystyle \{x_{n}\}} i {\displaystyle \{y_{n}\}} tals que compleixen
{\displaystyle d_{M}(x_{n},y_{n})<{\frac {1}{n}}\wedge d_{N}(f(x_{n}),f(y_{n}))\geq \varepsilon _{0}.}
Com que {\displaystyle M} és compacte, el teorema de Bolzano-Weierstrass demostra l'existència de dues subsucesiones convergents ({\displaystyle x_{n_{k}}\rightarrow x_{0}} i {\displaystyle y_{n_{k}}\rightarrow y_{0}}). Aleshores
{\displaystyle d_{M}(x_{n_{k}},y_{n_{k}})<{\frac {1}{n_{k}}}\wedge d_{N}(f(x_{n_{k}}),f(y_{n_{k}}))\geq \varepsilon _{0}.}
Definim ara la successió
{\displaystyle \{|x_{n_{k}}-y_{n_{k}}|\}=\{d_{M}(x_{n_{k}},y_{n_{k}})\}\leq {\bigg \{}{\frac {1}{n_{k}}}{\bigg \}}\rightarrow 0}
Com que la successió {\displaystyle \{|x_{n_{k}}-y_{n_{k}}|\}} no té termes negatius no pot convergir cap a un nombre negatiu, però per altra banda {\displaystyle \{|x_{n_{k}}-y_{n_{k}}|\}\rightarrow l\leq 0\Longrightarrow l=0} Per tant
{\displaystyle \{x_{n_{k}}-y_{n_{k}}\}\rightarrow 0\Longrightarrow \{x_{n_{k}}-y_{n_{k}}\}\rightarrow x_{0}-y_{0}=0\Longrightarrow x_{0}=y_{0}}
Com que {\displaystyle f} és contínua a {\displaystyle x_{0}}, tenim que {\displaystyle \{f(x_{n_{k}})\}\rightarrow f(x_{0})} i {\displaystyle \{f(y_{n_{k}})\}\rightarrow f(x_{0})}, és a dir, {\displaystyle \{f(x_{n_{k}})-f(y_{n_{k}})\}\rightarrow 0}. Però això no pot ser, ja que {\displaystyle d_{N}(f(x_{n_{k}}),f(y_{n_{k}}))\geq \varepsilon _{0}}.
La contradicció prova que la nostra suposició que {\displaystyle f} no és uniformement contínua és absurda: llavors {\displaystyle f} ha de ser uniformement contínua com afirma el teorema.